# Northrop Grumman X-47B
Northrop Grumman X-47B là một mẫu trình diễn máy bay chiến đấu không người lái (UCAV), được thiết kế để hoạt động trên tàu sân bay.X-47B cũng là máy bay tấn công không người lái đầu tiên trên thế giới có khả năng tiếp nhiên liệu trên không

## Biến thể
X-47A
Original proof-of-concept prototype with a 19-foot (5.9 m) wingspan, first flown in 2003.
X-47B
X-47C 

## Tính năng kỹ chiến thuật (X-47B)

Northrop Grumman X-47B

Đặc điểm tổng quát
- Tổ lái: 0
- Chiều dài: 38,2 ft (11,63 m)
- Sải cánh: 62,1 ft cánh thẳng/30,9 ft cánh gấp[3] (18,92 m/9,41 m)
- Chiều cao: 10,4 ft (3,10 m)
- Trọng lượng rỗng: 14.000 lb (6.350 kg)
- Trọng lượng cất cánh tối đa: 44.567 lb (20.215 kg)
- Động cơ: 1 × Pratt & Whitney F100-220U kiểu turbofan

 Hiệu suất bay 
- Vận tốc cực đại: siêu thanh
- Vận tốc hành trình: Mach 0.9+ (high subsonic)[4][5]
- Tầm bay: 2.100+ hải lý (4500 km)
- Trần bay: 40.000 ft (12.190 m)

Trang bị vũ khí

- 2 khoang quân giới, mang tới 4.500 lb (2.000 kg) vũ khí[6]

Hệ thống điện tử

- EO/IR/SAR/ISAR/GMTI/MMTI/ESM[6]